# Carex hebes
Carex hebes är en halvgräsart som beskrevs av Ernest Nelmes. Carex hebes ingår i släktet starrar, och familjen halvgräs. Inga underarter finns listade i Catalogue of Life.